# 国库部 (澳大利亚)

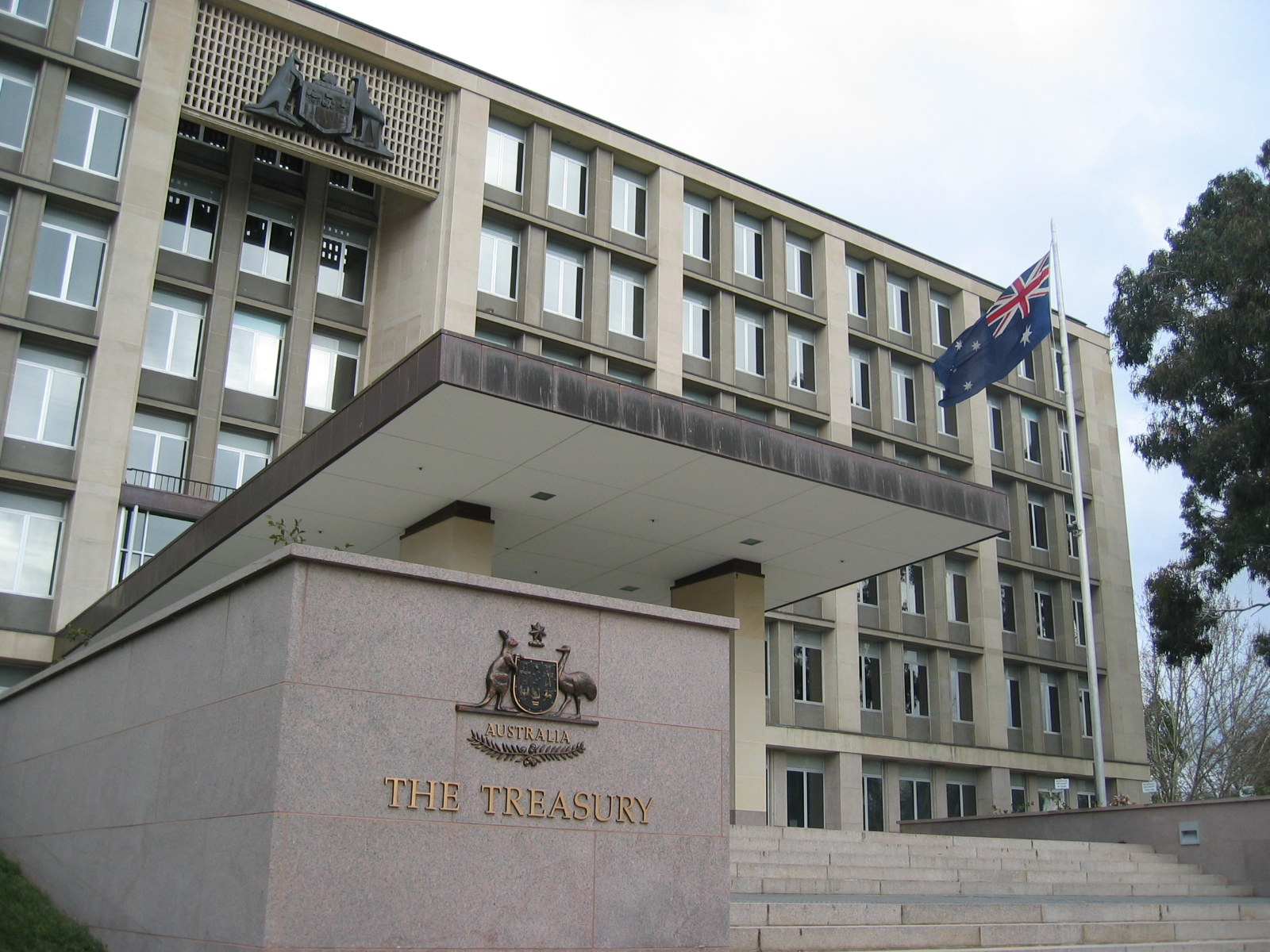
位於澳洲首都堪培拉的國庫部大樓

國庫部是澳洲聯邦政府的財政部門，負責制定經濟政策、財政政策，以及負責市場監管和澳洲聯邦預算案。國庫部成立於1901年，與律政部是僅有的兩個自1901年開始就一直存在的部門。國庫部的主管是國庫部秘書長，負責國庫部政務的是國庫部長。現任國庫部長是工黨的占·查默斯。

## 部門架構
現行聯邦官制下，與國庫部長共同負責國庫部的其他級別較低的部長職位有：
- 助理國庫部長（Assistant Treasurer）
- 金融服務與養老保險部長（Minister for Financial Services and Superannuation）
- 競爭政策與消費者事務部長（Minister for Competition Policy & Consumer Affairs）
- 住房部長（Minister for Housing）

國庫部長連同以上部長合稱為“國庫部部長”（英語：Treasury Ministers）。
此外，負責財政部的三位部長也協助國庫部長：
- 財政與放寬監管部長（Minister for Finance and Deregulation）
- 特別國務部長（Special Minister of State）
- 助理放寬監管部長（Minister Assisting for Deregulation）

## 外部連結
- 官方网站